# Erich Freiherr von Guttenberg
Erich Theodor Max Rudolph Philipp Karl Ottmar Freiherr von Guttenberg (* 27. Februar 1888 in Augsburg; † 1. Dezember 1952 in Erlangen) war ein bayerischer Offizier, Archivar und Historiker. Er gehörte zu den Mitbegründern der modernen fränkischen Landesgeschichte als Disziplin.

## Leben
Er wurde als Sohn des bayerischen Oberst Franz-Karl von Guttenberg-Steinenhausen und dessen Frau, einer Freiin von Künsberg, in Augsburg geboren. Er besuchte das Humanistische Gymnasium St. Anna in Augsburg, das Humanistische Gymnasium in Landau in der Pfalz, das Maximiliansgymnasium in München und das Alte Gymnasium in Würzburg. Er trat am 1. August 1906 als Zweijährig-Freiwilliger in das 2. Feldartillerie-Regiment „Horn“ der Bayerischen Armee ein und avancierte Anfang März 1908 zum Leutnant. Ab Mitte März 1912 war Guttenberg zum Kriegsarchiv in München kommandiert und wurde Ende Oktober 1913 zu den Offizieren des 1. Aufgebots der Landwehr-Feldartillerie überführt.
Bei der Mobilmachung anlässlich des Ersten Weltkriegs wurde Guttenberg eingezogen und ab 2. August 1914 als Adjutant der Inspektion der Ersatz-Abteilungen der Feldartillerie beim II. Armee-Korps verwendet. Ab Mitte Januar 1915 stand er als Adjutant der II. Abteilung beim Reserve-Feldartillerie-Regiment Nr. 5 an der Westfront. Als Oberleutnant der Landwehr führte er ab Ende Mai 1915 die 7. Batterie und avancierte Mitte März 1917 zum Hauptmann. Einen Monat später wurde Guttenberg während der Schlacht an der Aisne verwundet und befand sich nach einem Lazarettaufenthalt Anfang Juni 1917 bei der II. Ersatz-Abteilung des 2. Feldartillerie-Regiment „Horn“. Anfang September 1917 kehrte er als Führer der 9. Batterie zum Reserve-Feldartillerie-Regiment Nr. 5, diente kurz darauf bis Ende Dezember 1917 als Ordonnanzoffizier der 5. Reserve-Division und führte anschließend die 3. Batterie seines Regiments. Für sein Wirken erhielt Guttenberg neben beiden Klassen des Eisernen Kreuzes den Militärverdienstorden IV. Klasse mit Schwertern.
Nach Kriegsende und Demobilisierung wurde Guttenberg am 5. Februar 1919 zunächst aus seiner Kriegsverwendung entlassen und zum 21. Januar 1920 verabschiedet.
Ab 1919 studierte er Geschichte, Philosophie und Philologie an der Philipps-Universität Marburg, der Julius-Maximilians-Universität Würzburg und der Ludwig-Maximilians-Universität München. 1925 wurde er bei Anton Chroust über die „Territorienbildung am Obermain“ zum Dr. phil. (summa cum laude) promoviert. 1922 wurde er Archivar im Kriegsarchiv in München. Von 1924 bis 1935 war er als Staatsarchivrat tätig. Für die durch Paul Fridolin Kehr angetragene Mitarbeit an der Germania Sacra des Bistums Bamberg wurde er beurlaubt (1929–1931).
Von 1935 bis 1936 war er ordentlicher Professor für Mittlere und Neuere Geschichte, Historische Hilfswissenschaften an der Philosophischen Fakultät der Justus-Liebig-Universität Gießen. Danach wechselte er an die Universität Erlangen. Dort war er im Vorstand des Historischen Seminars, Direktor des Instituts für Fränkische Landesforschung und Vorsitzender der Gesellschaft für fränkische Geschichte.
Im Oktober 1946 wurde Guttenberg zum ordentlichen Mitglied der Kommission für bayerische Landesgeschichte gewählt, 1947 wurde er ordentliches Mitglied der Historischen Kommission bei der Bayerischen Akademie der Wissenschaften. Er bearbeitete u. a. den Historischen Atlas von Bayern und das Historische Ortsnamenbuch von Bayern und war Autor von Artikeln in der Neuen Deutschen Biographie (NDB).
Freiherr von Guttenberg, evangelisch, war mit Eva-Maria von Rotenhan verheiratet, Tochter des kgl. bayr. Generalleutnant Ludwig von Rotenhan und der Anna-Maria von Eichel. Eva-Maria und Erich haben zwei Kinder. Wolfram Freiherr von Rotenhan ist sein Schwager.